# ملیس در سرزمین عجایب (فیلم ۲۰۰۹)
ملیس در سر زمین عجایب (به انگلیسی: Malice Wonderland) یک فیلم ماجراجویی و فانتزی محصول سال ۲۰۰۹ بریتانیایی به کارگردانی سیمون فلووز است. این فیلم تقریباً بر اساس رمان آلیس در سرزمین عجایب اثر لوئیس کارول می‌باشد.
فیلم در تاریخ ۸ فوریه ۲۰۱۰ در قالب دی‌وی‌دی در بریتانیا منتشر شد.